# Musée national des arts d'Afrique et d'Océanie
Musée national des Arts d'Afrique et d'Océanie (Národní muzeum umění Afriky a Oceánie) bylo muzeum umění v Paříži. Sídlilo v Palais de la Porte Dorée ve 12. obvodu na Avenue Daumesnil. Muzeum bylo v roce 2003 sloučeno s Musée du quai Branly.

## Historie
Muzeum pod názvem Musée des Colonies (Muzeum kolonií) vzniklo v Palais de la Porte Dorée z expozice Mezinárodní koloniální výstavy v roce 1931. V roce 1935 bylo přejmenováno na Musée de la France d'outre-mer (Muzeum zámořské Francie), v roce 1960 na Musée des Arts africains et océaniens (Muzeum afrického a oceánského umění) a roku 1990 na Musée national des Arts d'Afrique et d'Océanie. V roce 2003 bylo muzeum uzavřeno a jeho sbírky převzalo Musée du quai Branly. V paláci od roku 2007 sídlí Cité nationale de l'histoire de l'immigration.